# Чуприна Петро Якович
Петро́ Я́кович Чупри́на (нар. 24 липня 1948, Золотоноша) — театральний діяч, визнаний фахівець в галузі сучасного оперно-балетного мистецтва України, незмінний генеральний директор Національної опери з 1999 року, народний артист України (2003). 
Дійсний член (академік) Національної академії мистецтв України (2013).

## Кар'єра
Народився у м. Золотоноша Черкаської області. 1972 року закінчив Київську консерваторію як контрабасист. По закінченні працював контрабасистом у Державному заслуженому академічному симфонічному оркестрі України, з 1977 — на посаді директора цього оркестру.
У 1981—1984 працював у Президентському симфонічному оркестрі філармонії м. Мехіко (Мексика). У 1984—1985 — заступник директора Державного дитячого музичного театру. В 1985—1988 — заступник начальника Головного управління культури Київського міськвиконкому (начальник управління театрів, концертних організацій та навчальних закладів). У 1988—1991 — інструктор відділу культури, консультант з питань культури Київського міськкому Компартії України.
Кандидат мистецтвознавства (2005), автор наукових публікацій, керівник творчої групи й автор видавничих проєктів «Національна опера України. Історія і сучасність» (2002), «Балетний театр України» (2004), «Національна опера України. 2001—2011» (2012), організатор і учасник ряду мистецьких науково-теоретичних конференцій.

### Робота в Національній опері
З 1992 працює в Національному академічному театрі опери та балету України ім. Т. Г. Шевченка, пройшовши шлях від директора-розпорядника до генерального директора театру (1999). Протягом 9 років, з 2002 по 2011 рр., посаду генерального директора поєднував з посадою художнього керівника (у 2011 художнім керівником Національної опери було призначено М. Скорика).
Діяльність П. Чуприни на посаді директора національної опери оцінюється неоднозначно. Так, офіційний сайт національної опери характеризує діяльність свого директора «пошуком щонайвиразніших засобів задля інтеграції флагману оперно-музичного мистецтва України — Національної опери України — у світовий культурний простір», а також наданням «особливої уваги збереженню, примноженню та збагаченню національного надбання і традицій оперно-балетного мистецтва». Водночас М. Стріха відзначає, що саме Петро Чуприна «остаточно скасував українську мову на сцені Національної опери» — саме за часів його роботи оперний театр відмовився від високохудожніх україномовних перекладів М. Рильського, Б. Тена та інших українських авторів світової оперної класики.
У 2015 році журналісти проєкту «Люстратор 7.62» ТОВ «Гравіс-кіно» в ході журналістського розслідування виявили значні фінансові зловживання в діяльності керівництва Національної опери, за фактом яких прокуратурою Шевченківського району м. Києва було відкрито кримінальне впровадження.. Існує також свідчення артистки Оксани Опенько про те, що «у день розстрілів на Майдані проводило виставу „Петрушка“ Стравінського, коли всі столичні театри були закриті, а наш Оперний веселився. У залі максимум було 100 людей, але керівництво все одно вирішило проводити спектакль»
У 2017 році, після набрання чинності змін до законодавства, що передбачали переведення артистів на контрактну форму роботи, небажання П. Чуприни дослухатись до побажань артистів щодо умов праці і звільнення 16 працівників театру, стали причиною безпрецедентних акцій протесту, зокрема звернення до публіки під час антрактів однієї з вистав 22 лютого та пікету під стінами Міністерства культури 28 лютого 2017 року.
Проте інциденти не завадили П. Чуприні виграти конкурс на посаду гендиректора театру 2018 року.

## Нагороди
- Орден князя Ярослава Мудрого III ст. (22 січня 2022) — за значний особистий внесок у державне будівництво, соціально-економічний, науково-технічний, культурно-освітній розвиток Української держави, зміцнення міжнародного авторитету України, вагомі трудові досягнення, багаторічну сумлінну працю[13]
- Орден князя Ярослава Мудрого IV ст. (27 червня 2018) — за значний особистий внесок у державне будівництво, соціально-економічний, науково-технічний, культурно-освітній розвиток України, вагомі трудові здобутки та високий професіоналізм[14]
- Орден князя Ярослава Мудрого V ст. (21 серпня 2015) — за значний особистий внесок у державне будівництво, консолідацію українського суспільства, соціально-економічний, науково-технічний, культурно-освітній розвиток України, активну громадську діяльність, вагомі трудові здобутки та високий професіоналізм[15]
- Орден «За заслуги» І (2008)[16], ІІ (2006)[17] та III (2001)[18] ступенів
- Народний артист України (2003)
- Заслужений діяч мистецтв України (1994)[19]
- Почесна грамота Кабінету Міністрів України (1998)[20]
- Почесна грамота Верховної Ради України (2001)
- Орден Дружби (Росія, 14 жовтня 2012) — за великий внесок у зміцнення дружби і співпраці з Російською Федерацією, популяризацію і розвиток російської культури за кордоном[21]
- Кавалер (2003) та командор (2009) ордена «Зірка італійської солідарності»
- Орден Честі (Грузія, 2007)
- Золота медаль НАМУ (2009)
- Знак пошани Київського міського голови (2007)